# Protelsonia lakatnikensis
Protelsonia lakatnikensis är en kräftdjursart som först beskrevs av Buresch och Gueorguiev 1962.  Protelsonia lakatnikensis ingår i släktet Protelsonia och familjen Stenasellidae. Inga underarter finns listade i Catalogue of Life.